# Lijst van Nederlandse medaillewinnaars op de wereldkampioenschappen indooratletiek
Dit is de lijst van Nederlandse medaillewinnaars op de wereldkampioenschappen indooratletiek.

## Mannen
| Editie | Onderdeel            | Goud | Zilver | Brons |
| ------ | -------------------- | ---- | ------ | --- |
| 1987   | 1500 m               |      |        | Han Kulker (3.39,51) |
|        |                      |      |        | |
| 2001   | 200 m                |      |        | Patrick van Balkom (20,96)                                                                                                  |
|        |                      |      |        | |
| 2003   | polsstokhoogspringen |      |        | Rens Blom (5,75) |
|        |                      |      |        | |
| 2022   | 4 x 400 m            |      |        | Taymir Burnet Nick Smidt Terrence Agard Tony van Diepen (3.06,82) Isayah Boers (kw.) Jochem Dobber (kw.)                    |
| 2024   | 4 x 400 m            |      |        | Liemarvin Bonevacia Ramsey Angela Terrence Agard Tony van Diepen (3.04,25, NR) Isaya Klein Ikkink (kw.) Taymir Burnet (kw.) |
| Totaal | Totaal               | 0    | 0      | 5 |

### Meervoudige medaillewinnaars
N.B. Inclusief estafette onderdelen
| Atleet          | Goud | Zilver | Brons | Totaal | Behaald in: |
| --------------- | ---- | ------ | ----- | ------ | ----------- |
| Terrence Agard  |      |        | 2     | 2      | 2022, 2024  |
| Taymir Burnet   |      |        | 2     | 2      | 2022, 2024  |
| Tony van Diepen |      |        | 2     | 2      | 2022, 2024  |

## Vrouwen
| Editie | Onderdeel   | Goud | Zilver                                                                                | Brons                          |
| ------ | ----------- | --- | ------------------------------------------------------------------------------------- | ------------------------------ |
| 1985   | 1500 m      | Elly van Hulst (4.11,41)                                                                                              |                                                                                       |                                |
|        |             | |                                                                                       |                                |
| 1987   | 60 m        | Nelli Cooman (7,08)                                                                                                   |                                                                                       |                                |
|        |             | |                                                                                       |                                |
| 1989   | 60 m        | Nelli Cooman (7,05)                                                                                                   |                                                                                       |                                |
| 1989   | 3000 m      | Elly van Hulst (8.33,82)                                                                                              |                                                                                       |                                |
|        |             | |                                                                                       |                                |
| 2006   | vijfkamp    | | Karin Ruckstuhl (4607)                                                                |                                |
|        |             | |                                                                                       |                                |
| 2014   | vijfkamp    | Nadine Broersen (4830)                                                                                                |                                                                                       |                                |
|        |             | |                                                                                       |                                |
| 2016   | 60 m        | | Dafne Schippers (7,04)                                                                |                                |
| 2016   | 1500 m      | Sifan Hassan (4.04,96)                                                                                                |                                                                                       |                                |
|        |             | |                                                                                       |                                |
| 2018   | 3000 m      | | Sifan Hassan (8.45,68)                                                                |                                |
| 2018   | 60 m horden | |                                                                                       | Nadine Visser (7,84)           |
| 2018   | 1500 m      | |                                                                                       | Sifan Hassan (4.07,26)         |
|        |             | |                                                                                       |                                |
| 2022   | 400 m       | | Femke Bol (50,57)                                                                     |                                |
| 2022   | 4 x 400 m   | | Lieke Klaver Eveline Saalberg Lisanne de Witte Femke Bol (3.28,57) Andrea Bouma (kw.) |                                |
| 2022   | kogelstoten | |                                                                                       | Jessica Schilder (19,48 m, NR) |
|        |             | |                                                                                       |                                |
| 2024   | 400 m       | Femke Bol (49,17, WR)                                                                                                 | Lieke Klaver (50,16)                                                                  |                                |
| 2024   | 4 x 400 m   | Lieke Klaver Cathelijn Peeters Lisanne de Witte Femke Bol (3.25,07) Myrte van der Schoot (kw.) Eveline Saalberg (kw.) |                                                                                       |                                |
| 2024   | Vijfkamp    | |                                                                                       | Sofie Dokter (4571)            |
| 2025   | kogelstoten | | Jessica Schilder (20,07 m)                                                            |                                |
| Totaal | Totaal      | 8 | 7                                                                                     | 4                              |

### Meervoudige medaillewinnaars
N.B. Inclusief estafette onderdelen
| Atlete           | Goud | Zilver | Brons | Totaal | Behaald in: |
| ---------------- | ---- | ------ | ----- | ------ | ----------- |
| Femke Bol        | 2    | 2      |       | 4      | 2022, 2024  |
| Nelli Cooman     | 2    |        |       | 2      | 1987, 1989  |
| Elly van Hulst   | 2    |        |       | 2      | 1985, 1989  |
| Lieke Klaver     | 1    | 2      |       | 3      | 2022, 2024  |
| Sifan Hassan     | 1    | 1      | 1     | 3      | 2016, 2018  |
| Eveline Saalberg | 1    | 1      |       | 2      | 2022, 2024  |
| Lisanne de Witte | 1    | 1      |       | 2      | 2022, 2024  |
| Jessica Schilder |      | 1      | 1     | 2      | 2022, 2025  |

## Medaillespiegel
| Editie | Goud | Zilver | Brons | Totaal |       | Mannen | Vrouwen |
| ------ | ---- | ------ | ----- | ------ | ----- | ------ | ------- |
| 1985   | 01   | 0      | 0     | 001    |       | 1-0-0  |         |
| 1987   | 01   | 0      | 01    | 002    | 0-0-1 | 1-0-0  |         |
| 1989   | 02   | 0      | 0     | 002    |       | 2-0-0  |         |
| 2001   | 0    | 0      | 01    | 001    | 0-0-1 |        |         |
| 2003   | 0    | 0      | 01    | 001    | 0-0-1 |        |         |
| 2006   | 0    | 01     | 0     | 001    |       | 0-1-0  |         |
| 2014   | 01   | 0      | 0     | 001    |       | 1-0-0  |         |
| 2016   | 01   | 01     | 0     | 002    |       | 1-1-0  |         |
| 2018   | 0    | 01     | 02    | 003    |       | 0-1-2  |         |
| 2022   | 0    | 02     | 02    | 004    | 0-0-1 | 0-2-1  |         |
| 2024   | 02   | 01     | 02    | 005    | 0-0-1 | 2-1-1  |         |
| 2025   | 0    | 01     | 0     | 001    |       | 0-1-0  |         |
| Totaal | 8    | 7      | 9     | 24     | 0-0-5 | 8-7-4  |         |